# SB203580
pyridine
```
| традиционные названия     = 

| сокращения                = 

| хим. формула              = C
21
H
16
FN
3
OS   
| рац. формула              = 

| состояние                 = 

| примеси                   = 

| молярная масса            = 377.43
| плотность                 = 

| предел прочности          = 

| твёрдость                 = 

| поверхностное натяжение   = 

| динамическая вязкость     = 

| кинематическая вязкость   = 

| скорость звука            = 

| энергия ионизации         = 

| проводимость              = 

| уд. электр. сопротивление = 

| коэфф. электр. сопротив.  = 

| темп. плавления           = 

| температура размягчения   = 

| темп. кипения             = 

| темп. кипения пр.         = 

| темп. сублимации          = 

| темп. разложения          = 

| темп. вспышки             = 

| фазовые переходы          = 

| темп. стеклования         = 

| темп. воспламенения       = 

| темп. самовоспламенения   = 

| пределы взрываемости      = 

| тройная точка             = 

| критическая точка         = 

| критическая темп.         = 

| критическое давление      = 

| критическая плотность     = 

| теплоёмкость              = 

| теплоёмкость2             = 

| теплопроводность          = 

| энтальпия образования     = 

| энтальпия плавления       = 

| энтальпия кипения         = 

| энтальпия растворения     = 

| энтальпия сублимации      = 

| удельная теплота парообразования = 

| удельная теплота плавления       = 

| тепловое расширение       = 

| интервал трансформации    = 

| давление пара             = 

| константа В. дер В.       = 

| конст. диссоц. кислоты    = 

| растворимость             = 

| растворимость1            = 50 мг/мл
|   вещество1               = DMSO
| растворимость2            = 

|   вещество2               = 

| растворимость3            = 

|   вещество3               = 

| растворимость4            = 

|   вещество4               = 

| вращение                  = 

| изоэлектрическая точка    = 

| от. диэлектр. прониц.     = 

| диапазон прозрачности     = 

| показатель преломления    = 

| угол Брюстера             = 

| гибридизация              = 

| координационная геометрия = 

| кристаллическая структура = 

| дипольный момент          = 

| CAS                       = 152121-47-6
| PubChem                   = 176155
| EINECS                    = 

| SMILES                    = 

| RTECS                     = 

| ChEBI                     = 

| ООН                       = 

| ПДК                       = 

| ЛД50                      = 

| R-фразы                   = 

| S-фразы                   = 

| H-фразы                   = 

| P-фразы                   = 

| токсичность               = 

| СГС                       = 

| NFPA 704                  = 
 
   }}
```

SB203580 (Адезмапимод) - селективный ингибитор митоген-активируемой киназы p38 MAPK (mitogen-activated protein kinase), который ингибирует каталитическую активность p38 MAPK путем конкурентного связывания с его АТФ-карманом, эффективен в нескольких моделях заболеваний, включая воспаление, артрит, септический шок и повреждение миокарда.
Активация передачи сигналов p38 MAPK из-за стресса может подавлять пролиферацию в культуре эндотелиальных клеток роговицы человека, тогда как ингибитор p38 MAPK может противодействовать этой активации и обеспечивать эффективную экспансию этих клеток in vitro.
Обнаружено, что ингибирование p38 MAPK с использованием SB203580 может противодействовать процессу старения, восстанавливая лизосомальную и митохондриальную функции в стареющих клетках. Поэтому в перспективе Адезмапимод может стать одним из терапевтических препаратов для омоложения.
Адезмапимод выпускается под коммерческим названием «Серогард»® ГК «Фармасинтез» в качестве лекарственного препарата для снижения риска возникновения спаечного процесса и предотвращения спайкообразования при открытых и лапароскопических операциях на брюшной полости. Он ориентирован на применение в первую очередь в абдоминальной хирургии и гинекологии.